# Диев, Андрей Борисович
Андрей Борисович Диев (род. 1958) — российский пианист, заслуженный артист России (1995), профессор Московской государственной консерватории имени П. И. Чайковского, профессор Российской академии музыки имени Гнесиных, профессор Музыкального училища имени Гнесиных, профессор Средней специальной музыкальной школы им. Гнесиных.

## Биография
Андрей Борисович Диев родился 7 июля 1958 года в городе Минске в семье известных музыкантов (отец — композитор, дирижёр и педагог; мать — пианистка и педагог, училась у Г. Г. Нейгауза).
Первые уроки игры на фортепиано Андрей получил у своей бабушки. Учиться музыке Андрей Диев начал в ССМШ им. Гнесиных в 1965 году. В 1973 году Андрей Диев перешёл в Центральную Музыкальную Школу при Московской консерватории, чтобы учиться у профессора Льва Николаевича Наумова, у которого продолжал обучение и в дальнейшем. В 1975 году поступил в Московскую консерваторию, которую окончил в 1981 году. В 1985 окончил ассистентуру-стажировку.
Андрей Диев — солист Московской Государственной Академической Филармонии, в 1995 году получил звание заслуженный артист России.
Андрей Диев — яркий представитель русской фортепианной школы XX века. В его искусстве гармонично сочетаются благородство артистической манеры и виртуозный блеск, романтический порыв и интеллектуальная мощь, разнообразие интерпретаций и глубокий аналитический подход к исполняемым им произведениям.
Андрей Борисович дебютировал концертом в Москве в 17 лет — он исполнил Концерт Грига с Государственным симфоническим оркестром.
Газета «Дейли Телеграф» (Великобритания) писала: «Андрей Диев обладает широким интерпретаторским диапазоном». Он исполняет музыку четырёх столетий (от Баха, Скарлатти и Солера — до наших современников). Особое внимание Андрей Диев уделяет творчеству Шопена, А. Н. Скрябин, Дебюсси, Прокофьева, Рахманинова, Мессиана.
В 2000 году был удостоен премии мэрии города Москвы в области литературы и искусства. Трижды побеждал в номинации «Музыкант года» по версии газеты "Музыкальное обозрение" (1996,1997 и 2002 годах). В 1990 году фирма «Steinway & Sons» включила его в число наиболее популярных пианистов мира.
В качестве члена жюри принимал участие в Международных конкурсах пианистов в Афинах, Токио, Бухаресте, Порто, а также на первом Международном юношеском конкурсе им. П. И. Чайковского в Москве, Всероссийских конкурсах им. Василия Сафонова в Пятигорске, им. Милия Балакирева в Краснодаре и других конкурсах России.
Андрей Диев много выступает как камерный исполнитель.
В репертуаре Андрея Диева более 30 фортепианных концертов.
Активную концертную деятельность Андрей Диев успешно совмещает с преподавательской работой в Московской консерватории. Он воспитал в своем классе таких известных пианистов, Лауреатов международных конкурсов, как Эдуард Кунц, Александр Панфилов Андрей Коробейников, Павел Домбровский, Дмитрий Онищенко, Илья Рамлав, Дарья Киселёва, Иван Кощеев и др.
Андрею Диеву принадлежат оригинальные транскрипции целого ряда популярных классических произведений таких авторов, как Де Фалья, Сергей Прокофьев, Дмитрий Шостакович.
Дискография артиста включает беспрецедентные по масштабу записи — прелюдий Рахманинова (24 прелюдии), Дебюсси (24 Прелюдии) и 90 прелюдий А. Н. Скрябина. Запись 90 прелюдий А. Н. Скрябина а стала частью масштабного проекта «Антология фортепианной прелюдии XX века».
В 2020 году к 250-летию со дня рождения Бетховена был издан CD-диск, состоящий из произведений композитора.
В 2023 году к 150-летию со дня рождения Рахманинова вышло переиздание Рахманиновского диска (24 прелюдии).